# Yoon Tae-Il
Yoon Tae-Il, južnokorejski rokometaš, * 19. november 1964.
Leta 1988 je na poletnih olimpijskih igrah v Seulu v sestavi južnokorejske rokometne reprezentance osvojil srebrno olimpijsko medaljo.